# Patata di Montescudo
La patata di Montescudo è una varietà di patata tipica del riminese in particolare del comune di Montescudo.

Viene raccolta ad agosto, ma si conserva anche per 12 mesi, se conservata al buio nella sabbia.

## Caratteristiche
- forma = rotondeggiante, ovale
- buccia = resistente di colore rosso chiaro
- polpa = bianca giallastra

## Utilizzi
La patata di Montescudo è considerata tra le migliori patate dell'Emilia-Romagna per la preparazione degli gnocchi.

Viene utilizzata anche fritta e per la preparazione del gelato alla patata.